# Evdokia Nosal
Evdokia Ivanova Nosal (em russo:  Евдокия Ивановна Носаль; em ucraniano:  Євдокія Іванівна Носаль, transl. Ievdokia Ivanivna Nosal) foi uma aviadora e vice-comandante do esquadrão Bruxas da Noite durante a Segunda Guerra Mundial. Pelo seu serviço militar ela foi postumamente condecorada com o título Heroína da União Soviética em 24 de Maio de 1943, pelo "exemplar cumprimento das missões ordenadas e demonstração de coragem e heroísmo em batalhas contra os invasores fascistas alemães". Ela foi a primeira mulher piloto a ser homenageada com o título durante a Segunda Guerra Mundial.

## Prémios e distinções
- Heroína da União Soviética[4]
- Ordem de Lenin
- Ordem do Estandarte Vermelho
- Ordem da Estrela Vermelha